# Mercedes-Benz W105/W128/W180
Mercedes-Benz 220, 219, 220 S і 220 SE — автомобілі верхнього середнього класу з шестициліндровим двигунами і понтонними кузовами, що виготовлялись компанією Mercedes-Benz з 1954 по 1960 роки. Вони прийшли на заміну Mercedes-Benz 220 (W187). Вони виготовлялись пералельно з меншими моделями Mercedes-Benz W120/W121 з чотирьохциліндровими двигунами.
Внутрішні імена були Mercedes-Benz W180 I (220), W105 (219), W180 II (220 S) і W128 (220 SE).

## W180

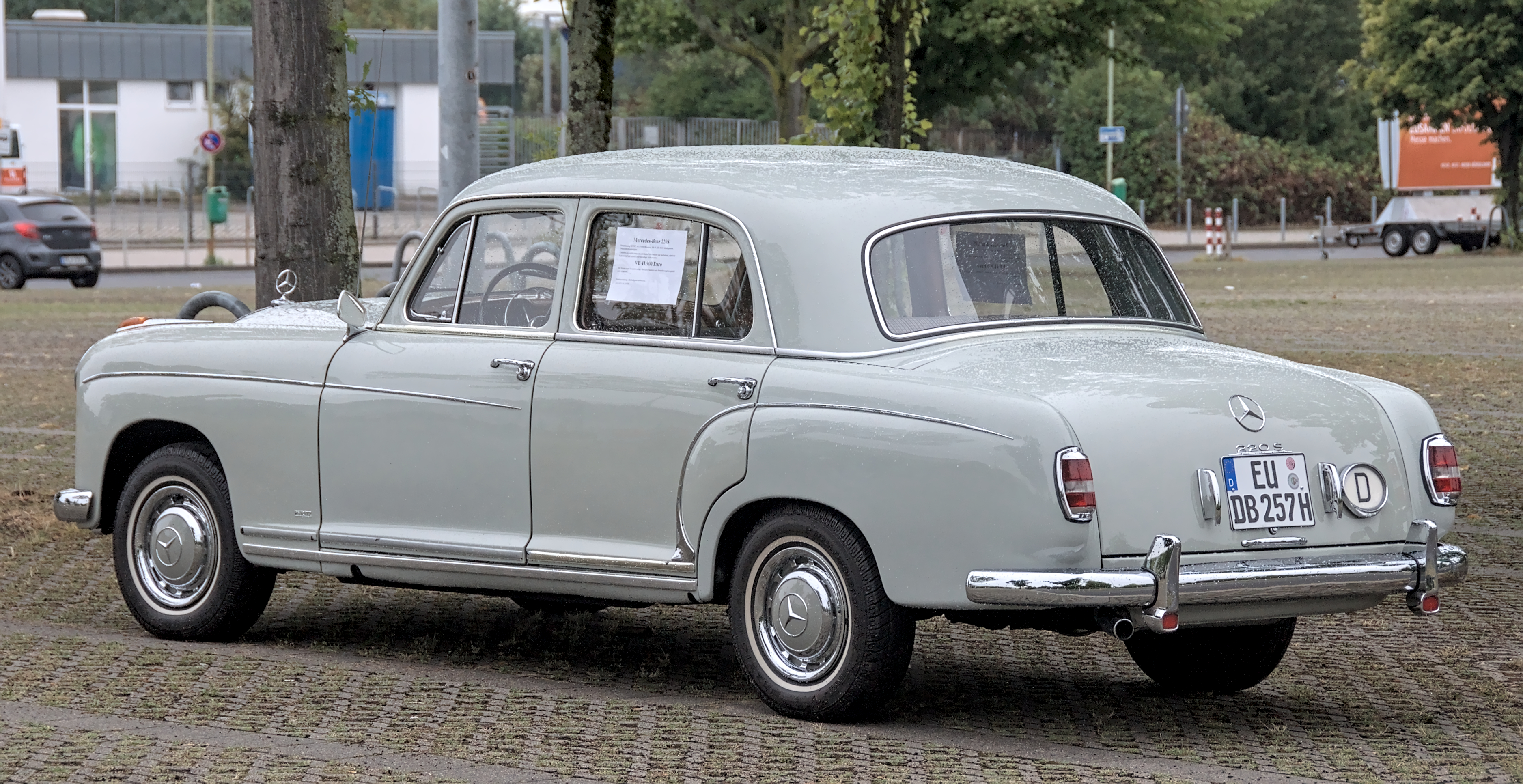
Mercedes-Benz 220S (W180)

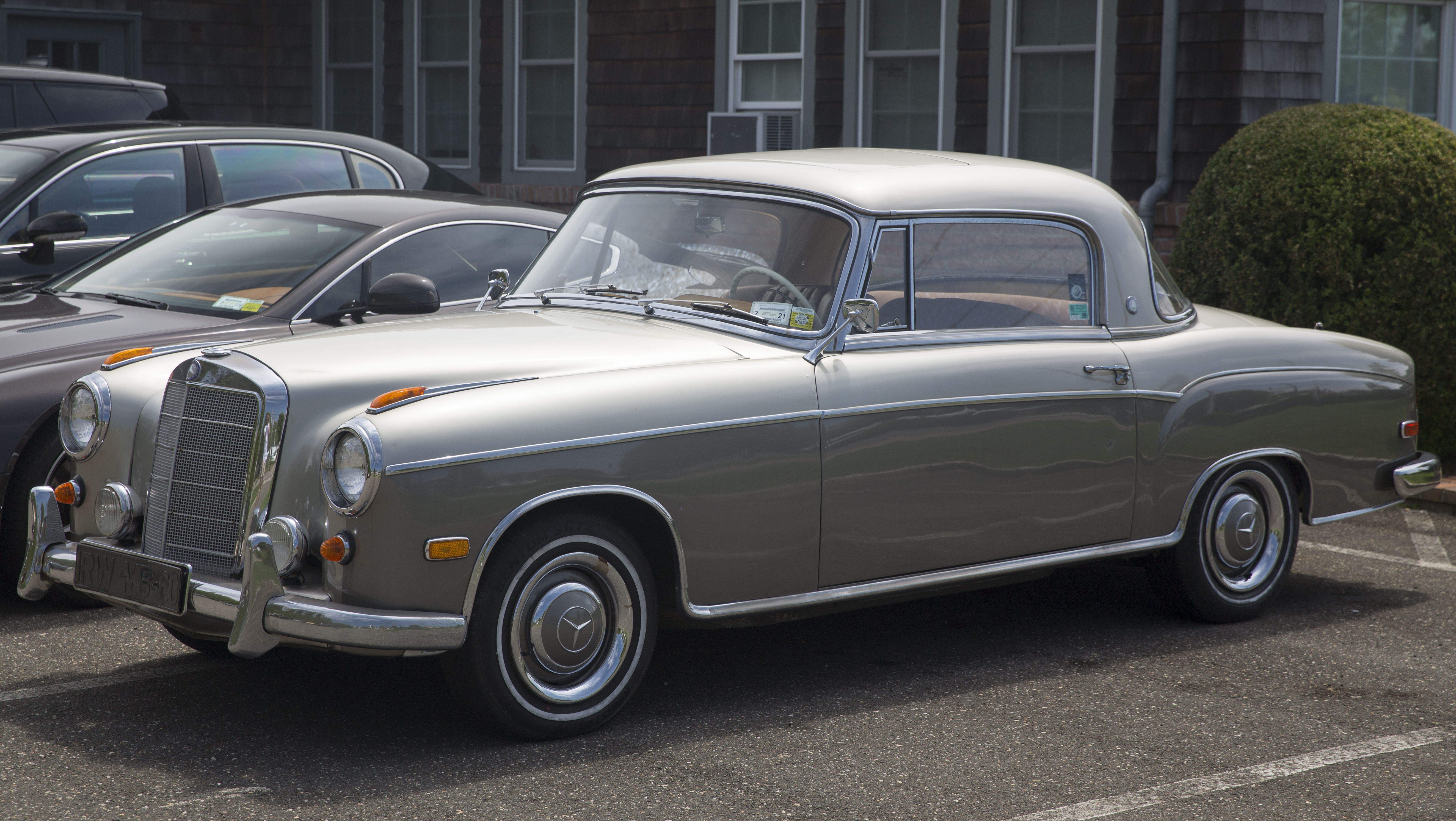
Mercedes-Benz 220S Coupé

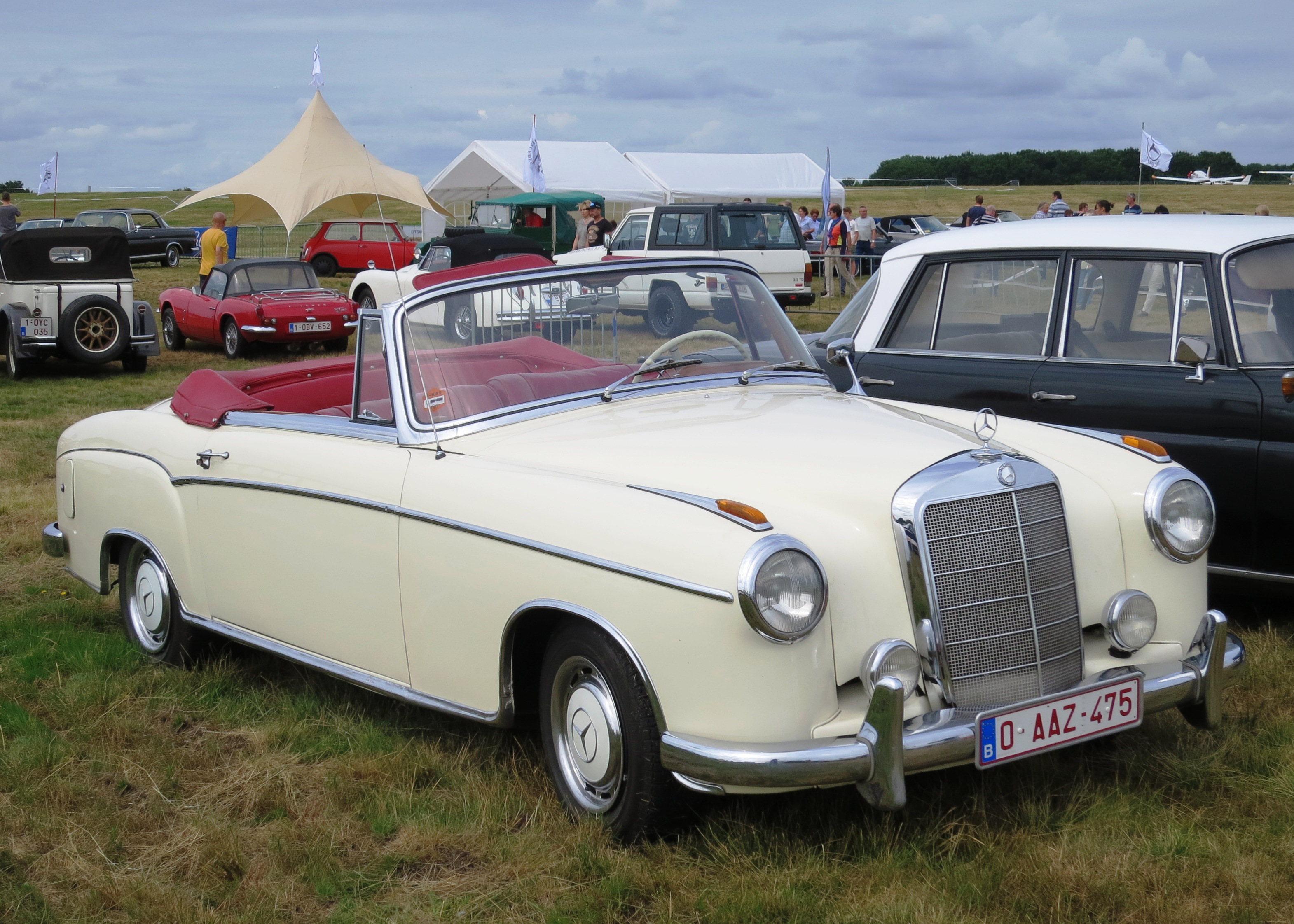
Mercedes-Benz 220S (W180) cabriolet

Mercedes-Benz W180 — рядний 6-циліндровий седан, купе та кабріолет, що вироблявся Mercedes-Benz з 1954 по 1959 рік. Моделями, пов’язаними з кодом шасі W180, були 220 a, а пізніше — 220 S.

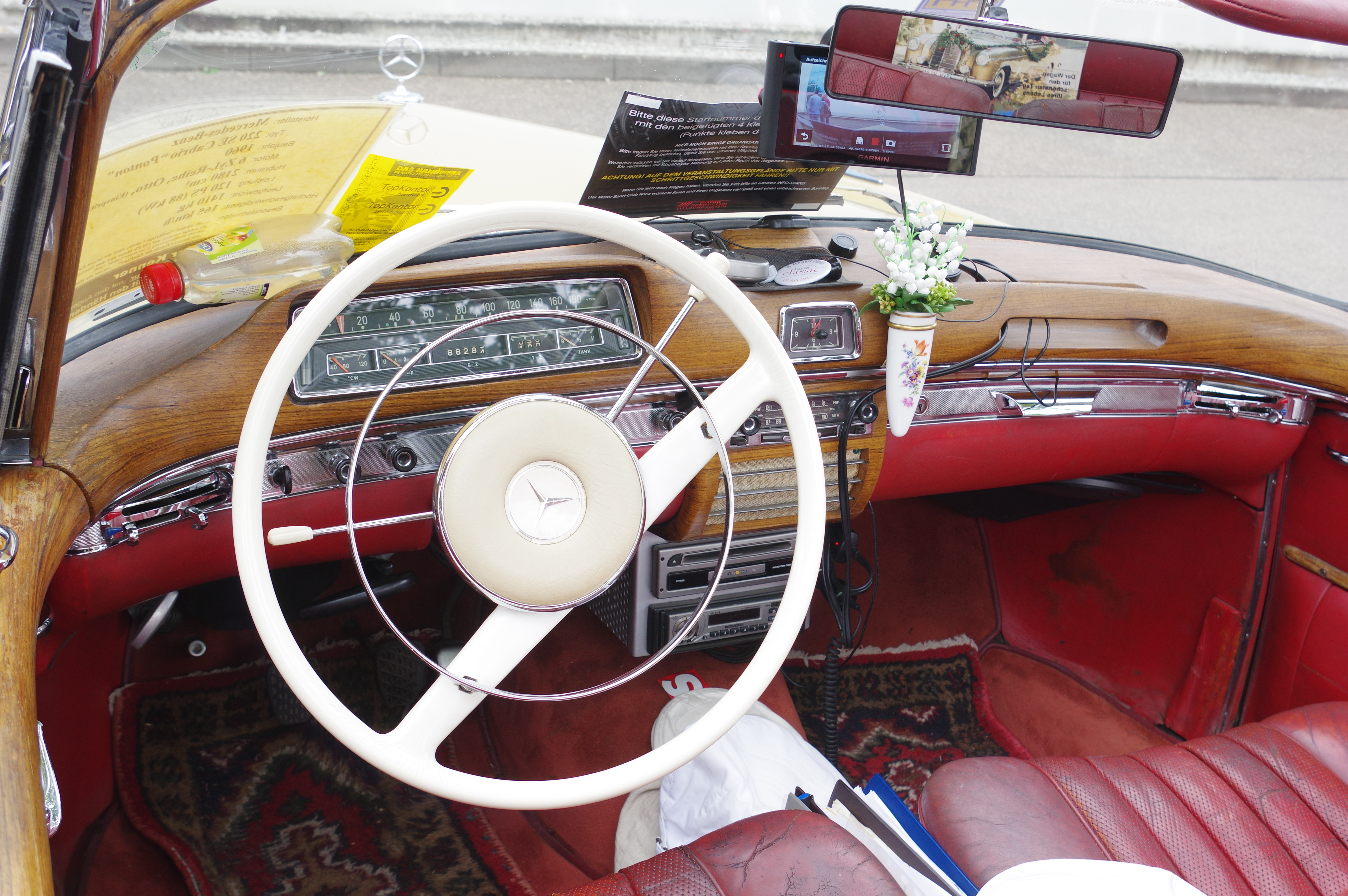

W180 був однією з моделей Mercedes-Benz, які неофіційно отримали прізвисько «Ponton».

### 220 a (W180 I)
Представлений у березні 1954 року, 220 a був більш розкішною та високомасштабною версією моделі W120 180 із подовженою колісною базою на 170 мм. 100 мм цього збільшення довжини було необхідно для розміщення довшого рядного шестициліндрового двигуна M180. Пасажирську кабіну було подовжено на 70 мм, щоб збільшити простір для ніг пасажирів на задніх сидіннях, а багажник залишився без змін. Збоку ці шестициліндрові автомобілі можна легко відрізнити від їхніх коротших чотирициліндрових братів і сестер за додатковими вікнами, вбудованими в задні двері.
Двигун був перенесений з моделі W187 220; у цьому застосуванні він живився від одного карбюратора та виробляв 85 к.с. (63 кВт). Виробництво 220 a закінчилося в квітні 1956 року, було випущено 25 937 одиниць.

### 220 S (W180 II)
У березні 1956 року на зміну 220 a прийшов 220 S, який зовні був майже ідентичним, але мав оновлену версію 2,2-літрової рядної шестициліндрової двигуна (100 к.с. (74 кВт), пізніше 106 к.с. (78 кВт)), завдяки використанню подвійних карбюраторів.
Візуально 220 S мав новий цільний передній бампер замість бампера з трьох частин, який використовувався на 220 a. Крім того, подвійні хромовані та гумові смуги, що проходять під дверима 220 a, були замінені на суцільні хромовані смуги. Найбільш очевидною відмінністю є додавання хромованої смуги, що тягнеться вздовж передніх крил і дверей 220 S.
220 S був доступний з 4-швидкісною механічною коробкою передач із перемиканням передач із автоматичним зчепленням Hydrak. Для цього використовувалися маленькі мікроперемикачі на селекторі передач, які автоматично вимикали зчеплення, коли водій перемикав передачі. Згодом багато автомобілів було переведено на використання звичайного ручного зчеплення через високі витрати на технічне обслуговування продовження використання зчеплення Hydrak.
У липні 1956 року до модельного ряду приєднався кабріолет (двоє дверей, чотири місця), а в жовтні 1956 року — версія купе. Деякі кабріолети були оснащені відкидними задніми сидіннями для розміщення додаткового багажу.
До жовтня 1959 року було виготовлено 55 279 седанів 220 S і 3 429 кабріолетів і купе.

### Двигуни
- 2.2L M180 I6 85 к.с. (220a)
- 2.2L M180.924 I6 100/105 к.с. (220S)

## W105

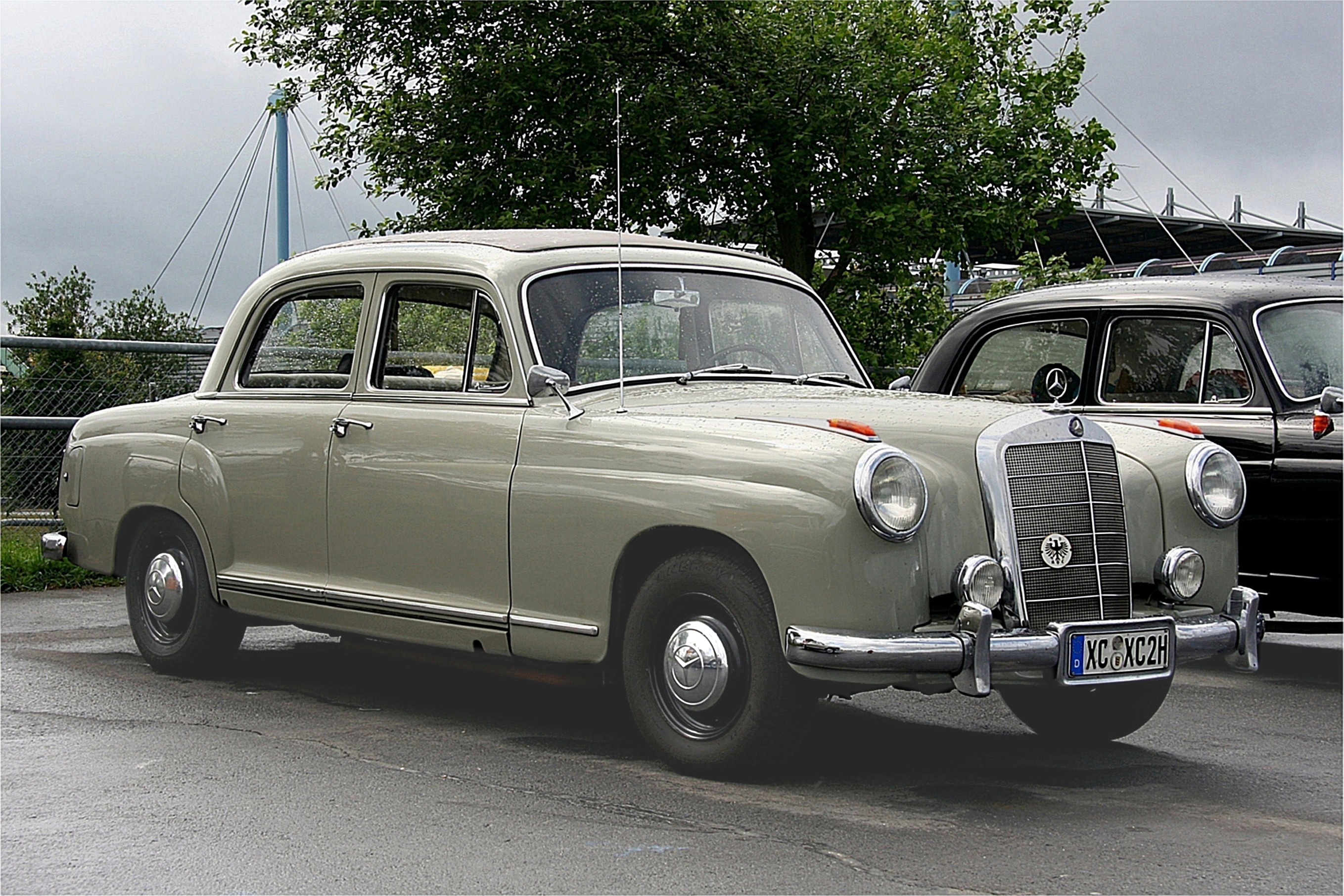
Mercedes-Benz 219 (W105)

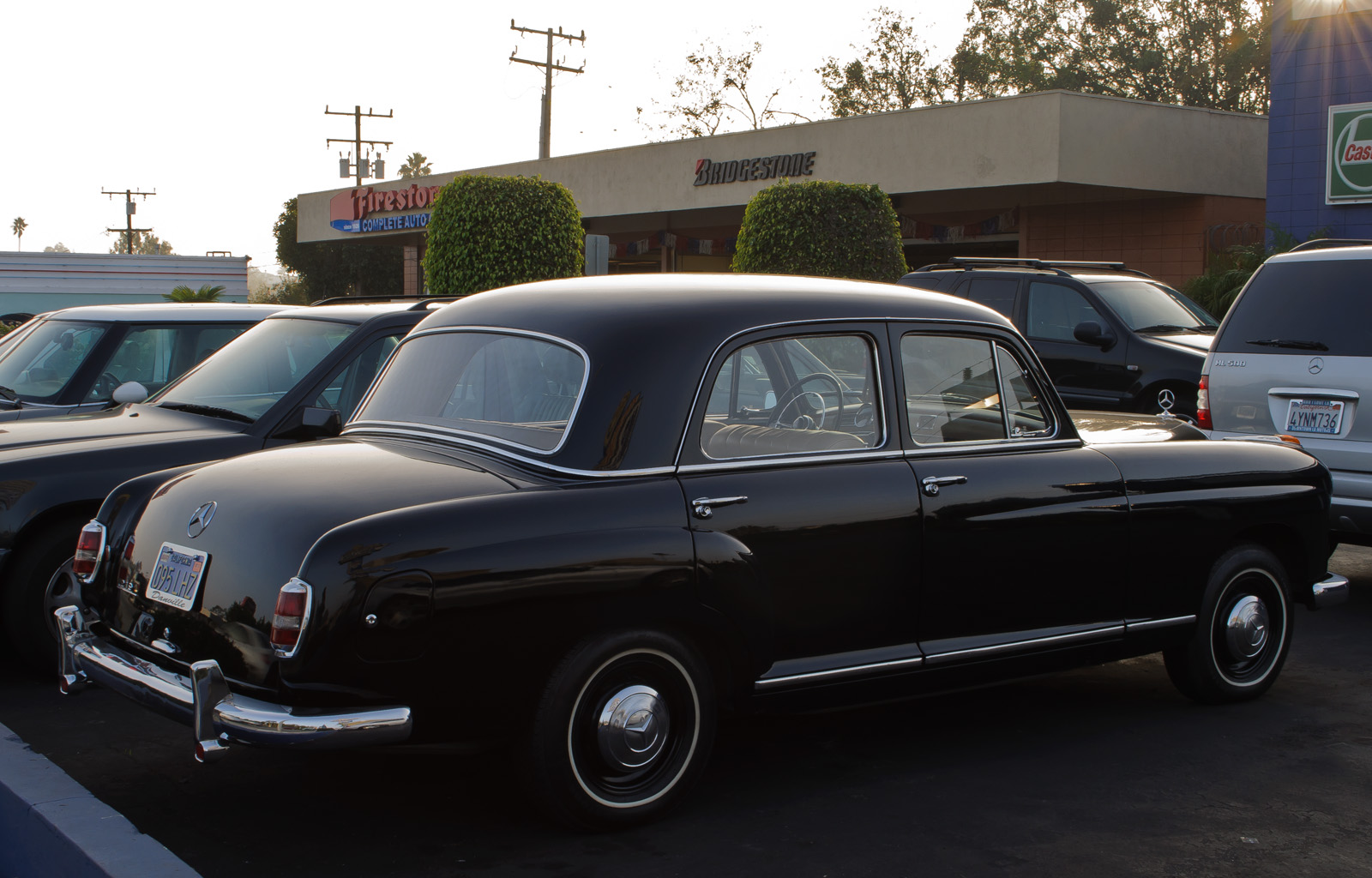
Mercedes-Benz 219 (W105)

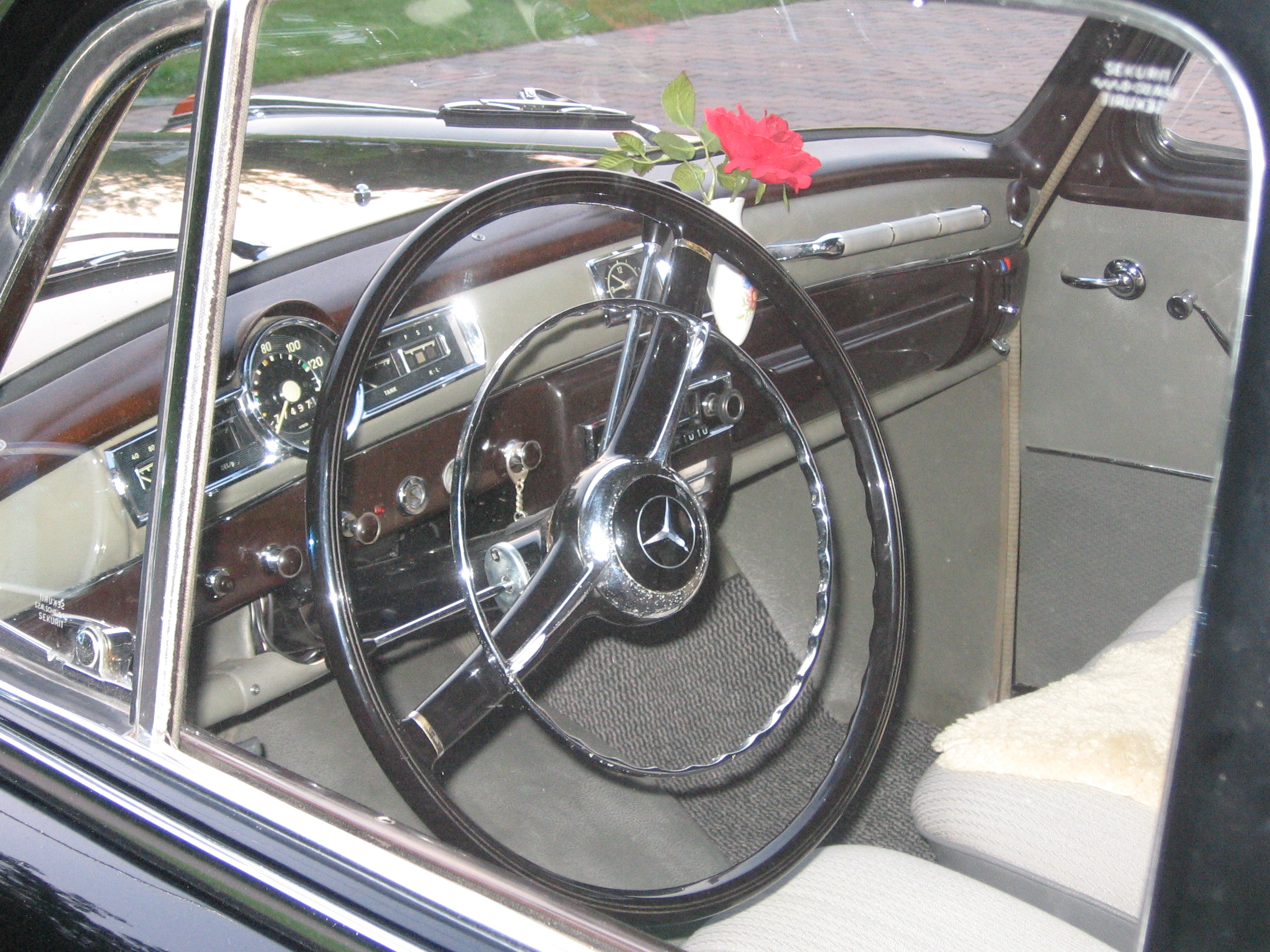
Mercedes-Benz 219 (W105)

Mercedes-Benz W105 — це внутрішнє позначення чотиридверного автомобіля представницького класу, що випускався компанією Daimler-Benz з 1956 по 1959 рік і продавався як Mercedes-Benz Typ 219. W105 отримав прізвисько «Ponton», як і його аналоги.
Mercedes 219 (внутрішній W105) мав 2,2-літровий рядний 6-циліндровий двигун і унікальний кузов, який поєднував розтягнуту передню частину більш розкішних моделей W128 і W180 220a і 220 S(E), але поділяв звичайну стандартну колісну базу з коротшими задніми дверима з 4-циліндровим Mercedes-Benz W120/W121 1953 року  моделі 180 і 190, щоб запропонувати проміжний варіант 6-циліндрової моделі без надмірностей.
Цілком можливо, що введення 219 було пов’язано з запровадженням урядом штату вищої ставки податку на автомобілі для автомобілів з двигуном 2200 см3 або більше. Щоб обійти цей податок, Mercedes зменшив об’єм двигуна до 2195 см3. Таким чином, 219 і 220 співіснували протягом короткого часу. Коли уряд оголосив, що 219 буде оподатковуватись так, ніби це 220, Mercedes припинив їх виробництво.
Всього виготовили 27 845 автомобілів W105.

### Двигун
- 2.2L M180 II I6 86 к.с. (219)

## W128

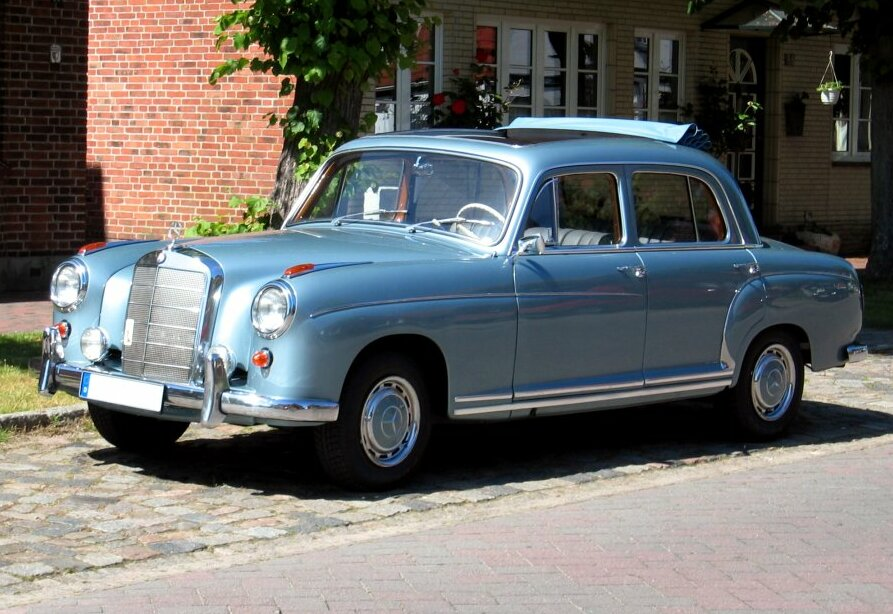
Mercedes-Benz 220SE (W128)

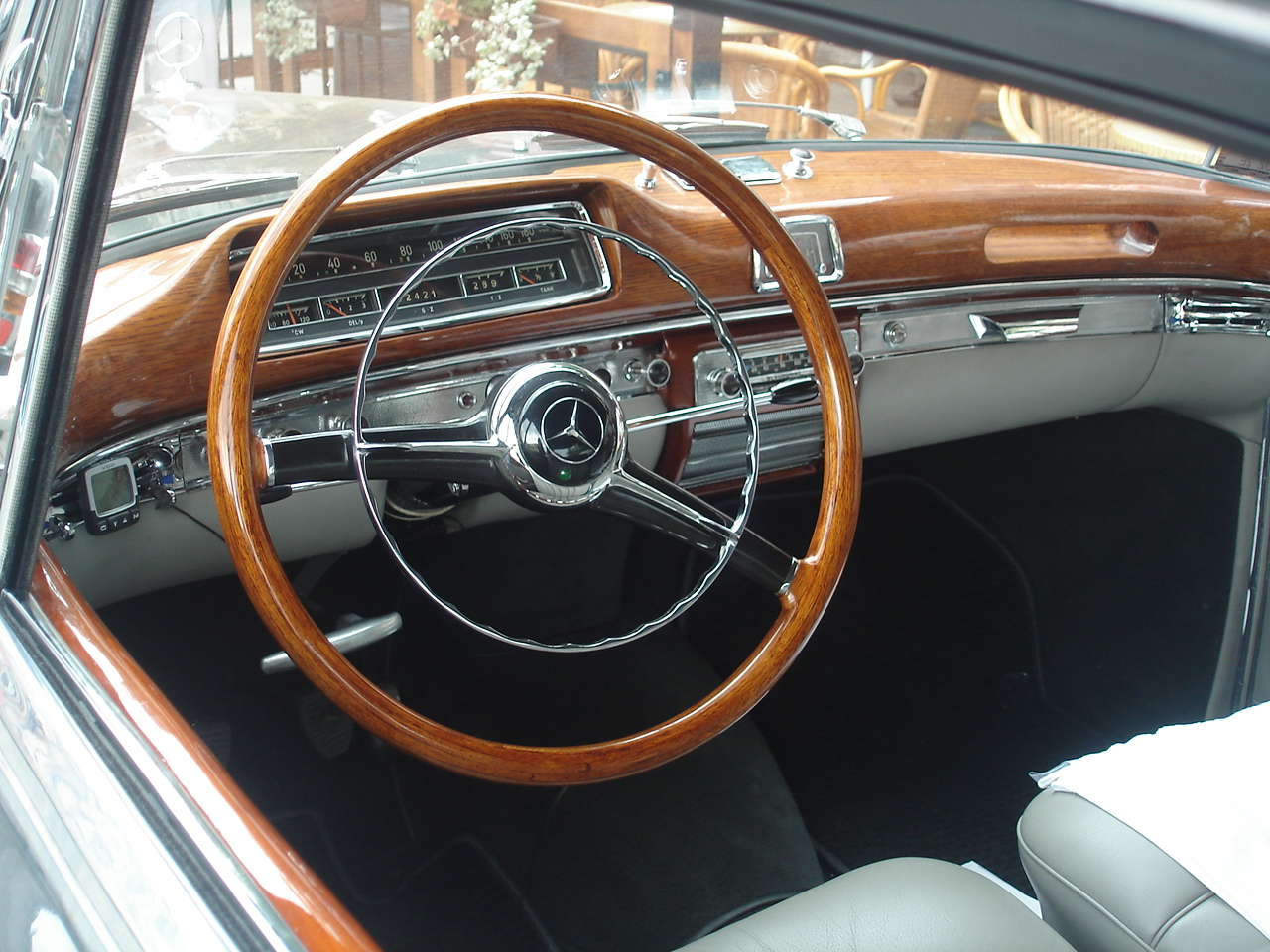
Mercedes-Benz 220SE (W128)

Mercedes-Benz W128 — це 6-циліндровий розкішний автомобіль, що вироблявся компанією Mercedes-Benz з 1958 по 1960 рік і продавався як Mercedes-Benz 220 SE. Він був доступний у варіантах кузова седан, купе або кабріолет, і це була остання нова модель модельного ряду «Ponton». Він був значною мірою ідентичний своєму попереднику 220 S (W180), за винятком бензинового вприскування, «Einspritzung» німецькою мовою, відображеного в додатковій E в його позначенні 220 SE.
220 SE мав уніфіковану конструкцію кузова/рами та повністю незалежну підвіску. Усі моделі були оснащені рядним 6-циліндровим бензиновим двигуном Mercedes M127 2,2 л (2195 см3) з алюмінієвою головкою, верхнім розподільним валом і механічним уприскуванням палива Bosch. Це було зроблено шляхом періодичного вприскування у впускний колектор (як у 300 d), і тепер 2,2-літровий двигун виробляв 115 к.с. Автоматичне зчеплення було доступне з встановленою на колонці 4-ступінчастою механічною коробкою передач.
Всього виготовили 3 916 автомобілів W128.

### Двигун
- 2.2L M127 I6 115 к.с. (220SE)